# مارفن إميل زايدل
مارفن إميل زايدل (بالألمانية: Marvin Emil Seidel)‏ هو لاعب كرة الريشة ألماني، ولد في 9 نوفمبر 1995 في Dudweiler ‏ في ألمانيا.

## وصلات خارجية
- مارفن إميل زايدل على موقع BWF.tournamentsoftware.com (الإنجليزية)
- مارفن إميل زايدل على موقع BWFbadminton.com (الإنجليزية)
- مارفن إميل زايدل على موقع اللجنة الأولمبية الدولية (الإنجليزية)
- مارفن إميل زايدل على موقع أوليمبيديا (الإنجليزية)
- مارفن إميل زايدل على موقع اللجنة الأولمبية الألمانية (الألمانية)